# Gatling
Gatling-maskingeværet, eller "gatling gun", blev udviklet af den amerikanske opfinder Richard J. Gatling i 1861. Siden har mange varianter set dagens lys. Maskingeværet er bygget op med et antal roterende løb,
Oprindeligt blev det drevet af et håndsving, men i senere modeller har man erstattet håndsvinget med en elektrisk eller hydraulisk motor. Princippet fra det oprindelige våben er dog det samme.
En anden fordel ved gatlingvåben er, at svigtende tænding af patronladninger ikke forårsager funktionssvigt som ved gasdrevne maskingeværer/kanoner.

## Gatling i fiktionens verden
Maskingeværer af Gatling-typen bliver bl.a. benyttet i filmen The Matrix af Neo og Trinity, da de befrier Morpheus fra Matrix-agenterne. Det siges, at det eneste våben, der er i stand til at ramme en agent, inden han når at flytte sig, er en gatling.[kilde mangler] En gatling benyttes også i science fiction westernen Wild Wild West fra 1999.